# Echinophyllia

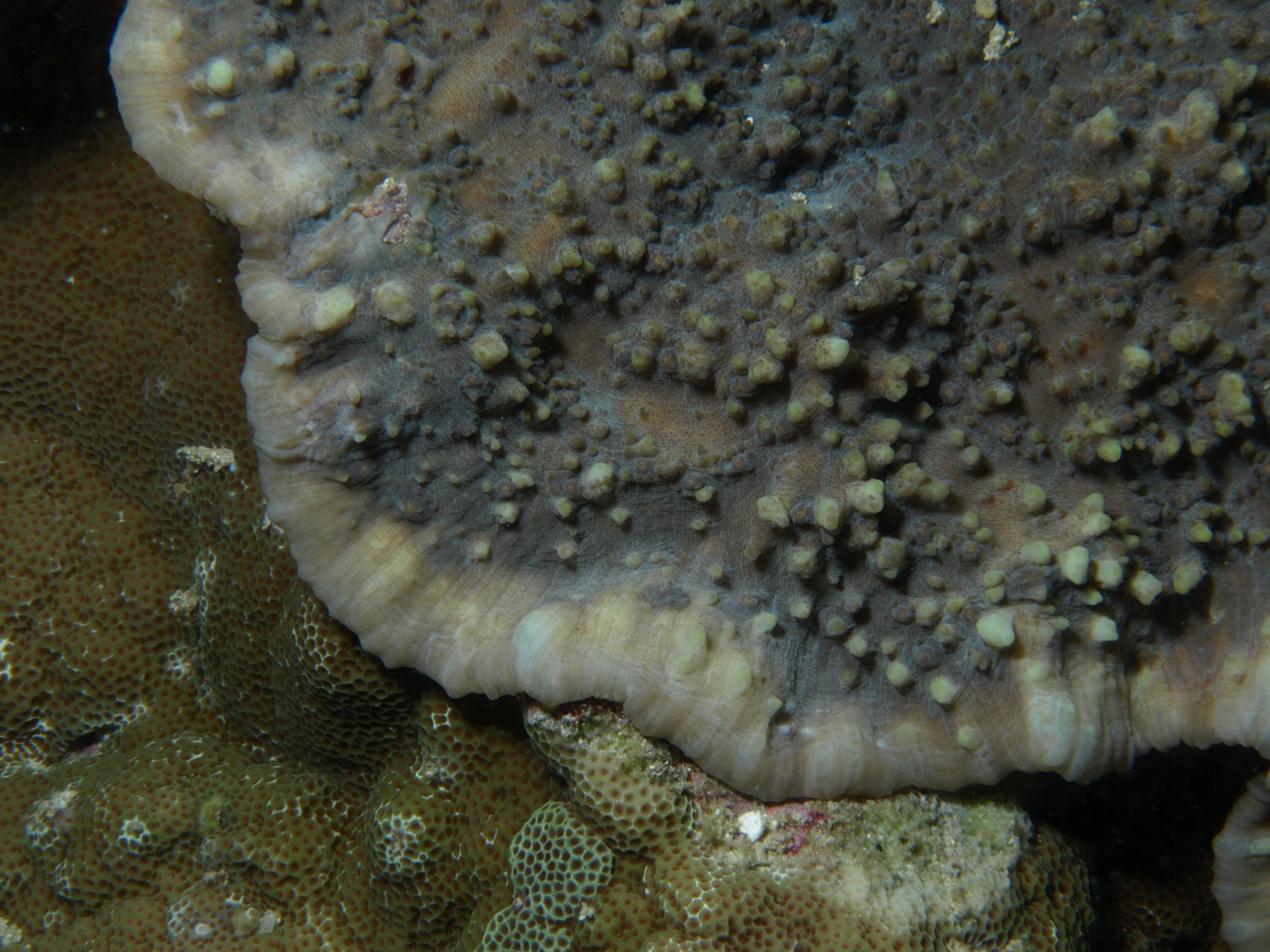
Echinophyllia aspera en isla Mer, Australia

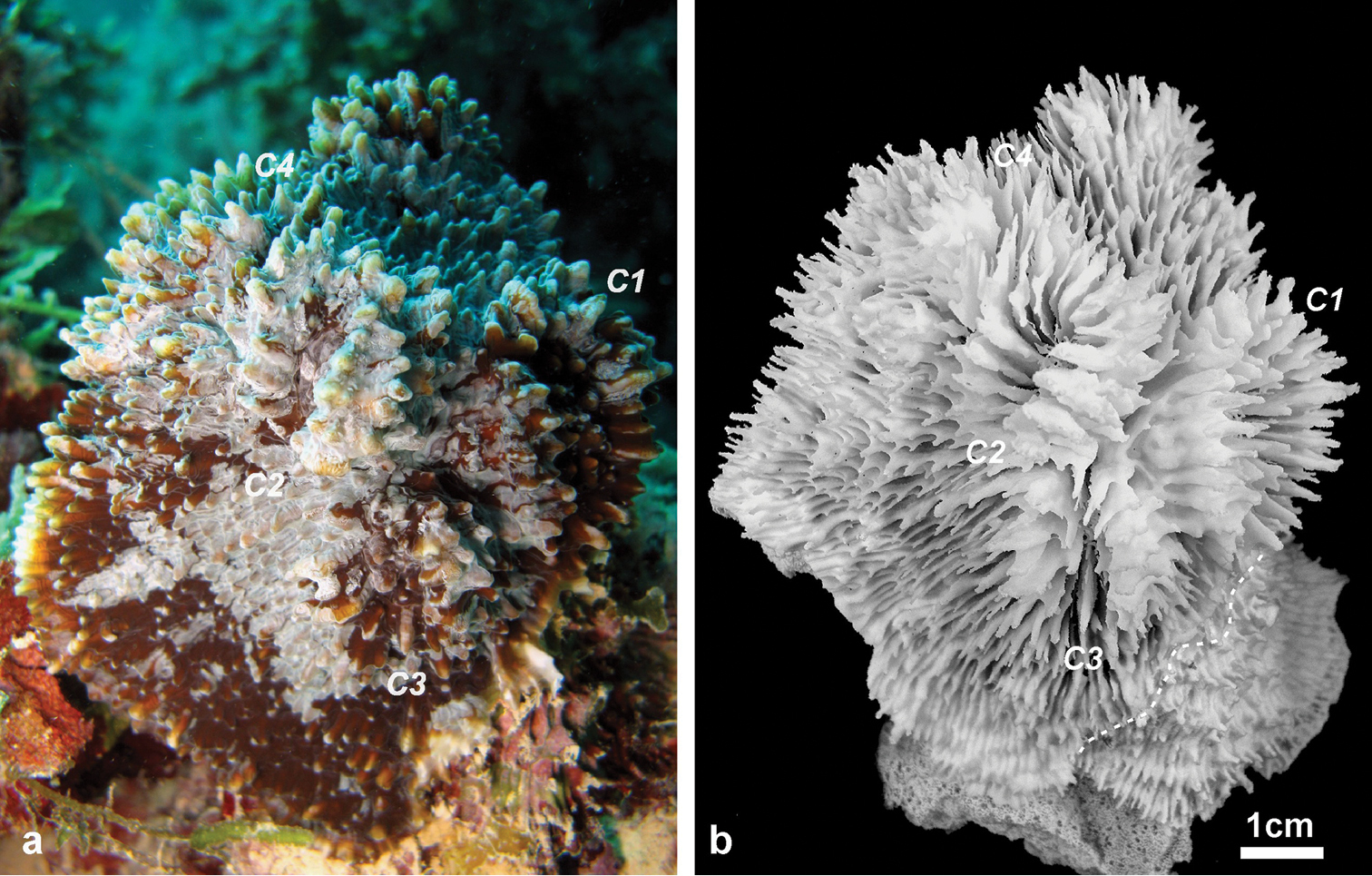
Holotipo de Echinophyllia tarae, a: Colonia in situ, b: Corallum del holotipo

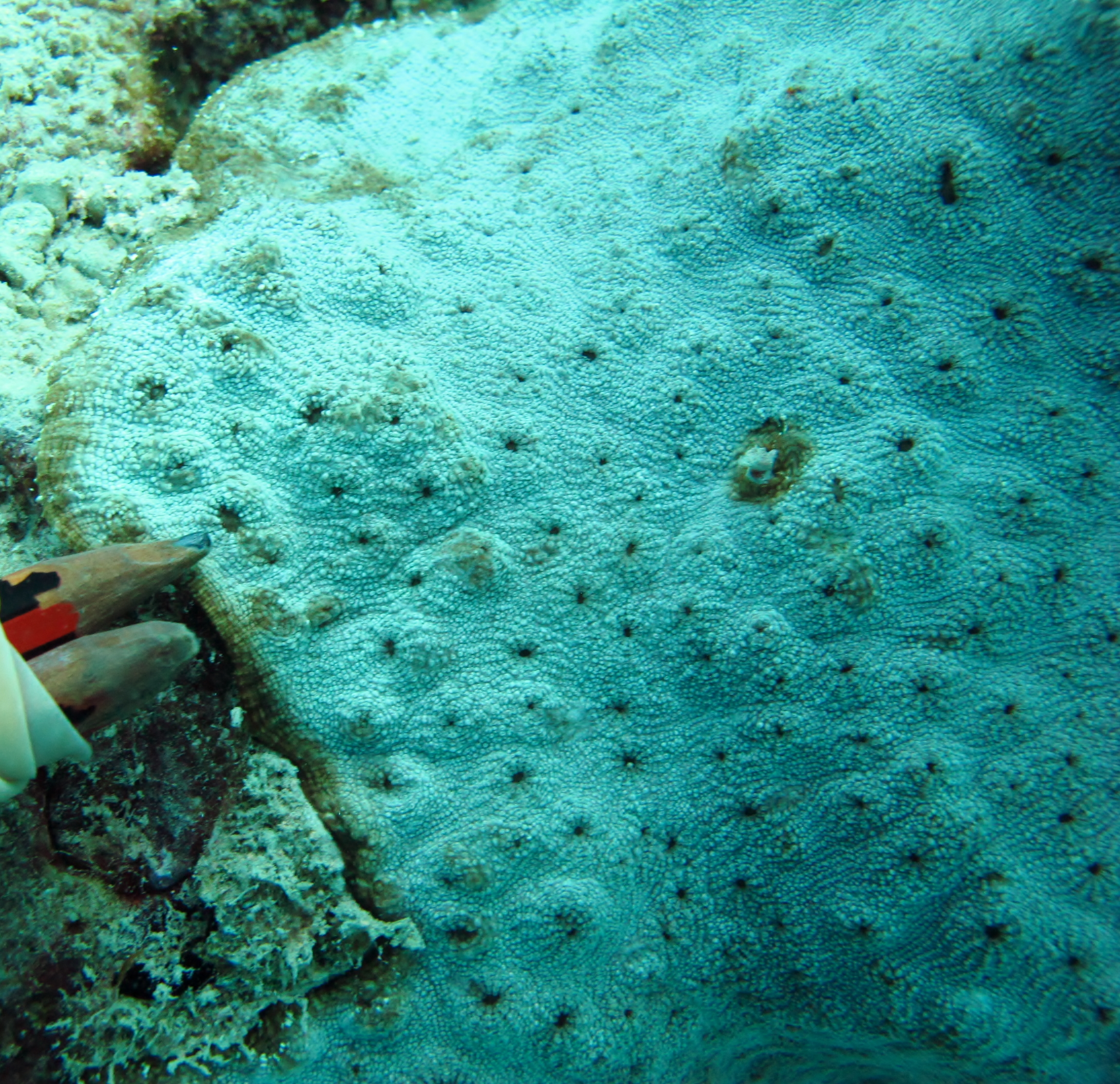
Echinophyllia echinoporoides en isla Masig, Australia

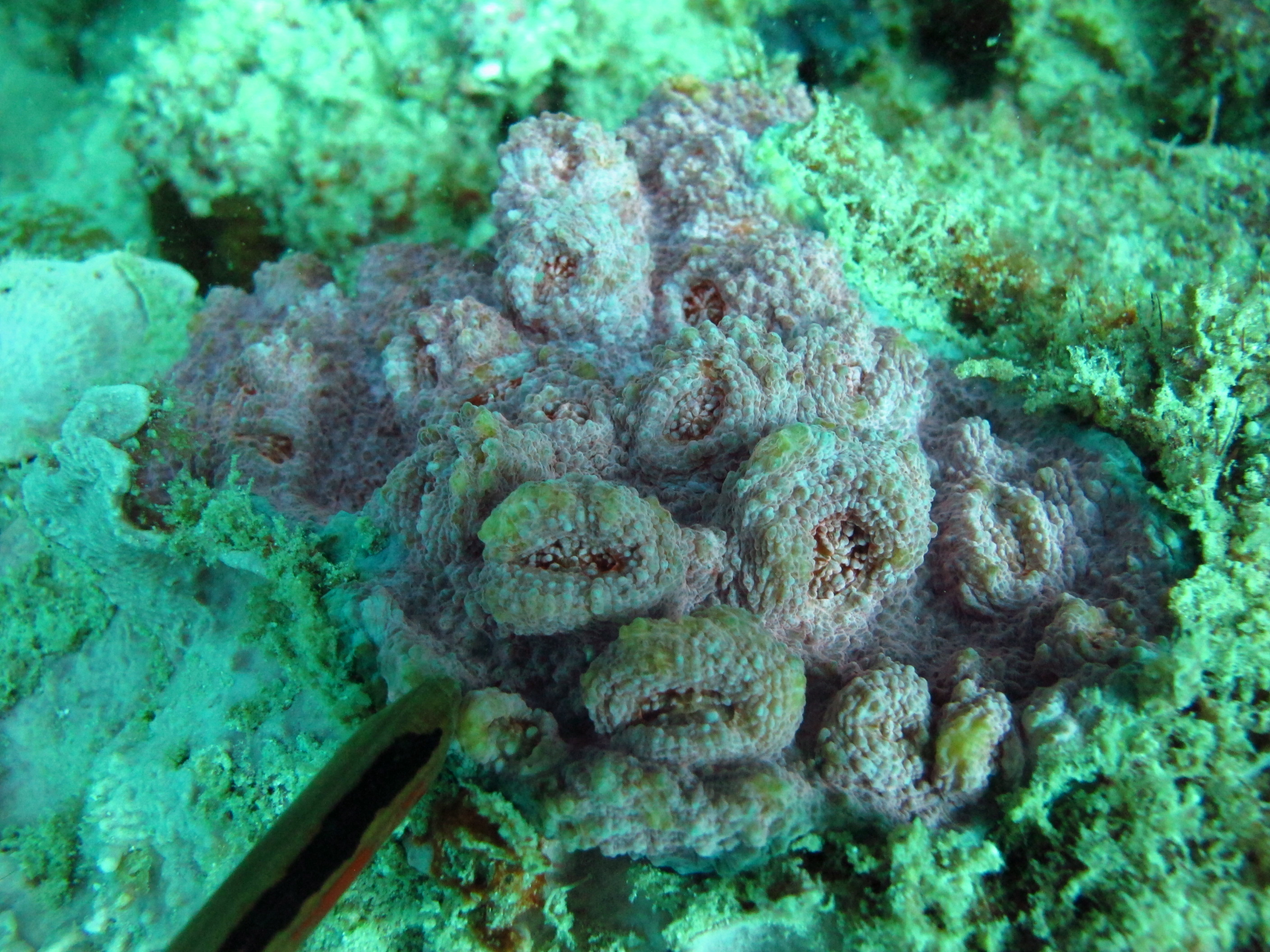
Echinophyllia orpheensis en isla Mer, Australia

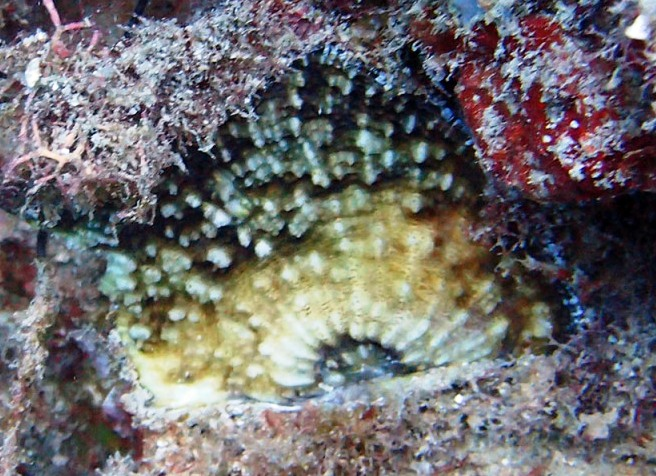
Colonia muy joven de Echinophyllia echinata, isla Lizard, Australia

Echinophyllia es un género de corales duros de la familia Lobophylliidae.
Su esqueleto es macizo y está compuesto de carbonato cálcico. Tras la muerte del coral, su esqueleto contribuye a la generación de nuevos arrecifes en la naturaleza, debido a que la acción del CO2 convierte muy lentamente su esqueleto en bicarbonato cálcico, sustancia esta asimilable directamente por las colonias coralinas.

## Especies
El Registro Mundial de Especies Marinas reconoce las siguientes especies en el género, que se encuentran en los siguientes estados de conservación:
- Echinophyllia aspera. (Ellis & Solander, 1786) Estado: Preocupación menor
- Echinophyllia bulbosa Arrigoni, Benzoni & Berumen, 2016 No evaluada
- Echinophyllia costata. Fenner & Veron, 2002 Estado: Vulnerable A4c
- Echinophyllia echinata. (Saville-Kent, 1871) Estado: Preocupación menor
- Echinophyllia echinoporoides. Veron & Pichon, 1979 Estado: Preocupación menor
- Echinophyllia galli Benzoni & Arrigoni, 2016 No evaluada
- Echinophyllia hirsuta Nemenzo, 1979 No evaluada
- Echinophyllia orpheensis. Veron & Pichon, 1980 Estado: Preocupación menor
- Echinophyllia patula. (Hodgson & Ross, 1981) Estado: Preocupación menor
- Echinophyllia pectinata. Veron, 2002 Estado: Datos deficientes
- Echinophyllia tarae. Benzoni, 2013 Estado: No evaluada

Especies reclasificadas por sinonimia:
- Echinophyllia lacera (Verrill, 1864) aceptada como Oxypora lacera (Verrill, 1864)
- Echinophyllia magna Gardiner, 1904 aceptada como Echinophyllia echinata (Saville-Kent, 1871)
- Echinophyllia maxima Moll & Best, 1984 aceptada como Pectinia maxima (Moll & Best, 1984)
- Echinophyllia nishihirai Veron, 1990 aceptada como Echinomorpha nishihirai (Veron, 1990)
- Echinophyllia rugosa Chevalier, 1975 aceptada como Oxypora lacera (Verrill, 1864)
- Echinophyllia taylorae Veron, 2000 aceptada como Echinopora taylorae (Veron, 2000)
- Echinophyllia tosaensis Yabe & Eguchi, 1935 aceptada como Echinophyllia orpheensis Veron & Pichon, 1980

## Morfología
Estas colonias coralinas pueden ser incrustantes, con formas laminares o foliáceas. Los cálices de los coralitos son redondos u ovales, inmersos a tubulares, no fuertemente inclinados sobre la superficie del corallum, o esqueleto de la colonia. Pueden tener un solo coralito, o, además del coralito central, una serie de cálices periféricos, de distribución irregular. Los septa son numerosos y la columela bien desarrollada. Los pólipos se extienden solo por la noche. Los coralitos son de tamaño medio, entre 5 y 10 mm de diámetro; y sus septa y costae son claramente visibles a través del tejido del pólipo.
Los colores del tejido del pólipo son verdes, marrones, rojos, rosa, azul o púrpura, con el disco oral verde.
En ocasiones, exhibe tentáculos "barredores", cargados de nematocistos, para defenderse de otros corales adyacentes cuando entra en contacto con ellos. Los tentáculos para atrapar presas del plancton aparecen normalmente de noche.

## Hábitat y distribución
Su distribución geográfica comprende el Indo-Pacífico, incluido el Mar Rojo, la costa este africana, el Golfo de Adén, islas Marshall, Indonesia, norte y este de Australia, sur de Japón y hasta las islas del Pacífico central, en la Polinesia y Tuamotu.
Este género puede encontrarse en diferentes hábitats, pero es más común en las laderas superiores y externas, así como en las lagunas del arrecife. Lo normal es encontrarlos en áreas protegidas. Su rango de profundidad es entre 0 y 69 m (metros), y el rango de temperatura entre 22.21 y 28.64 °C (grados Celsius).

## Alimentación
Los pólipos contienen algas simbióticas llamadas zooxantelas. Las algas realizan la fotosíntesis produciendo oxígeno y azúcares, que son aprovechados por los pólipos, y se alimentan de los catabolitos del coral (especialmente fósforo y nitrógeno). Esto les proporciona entre el 75 y el 95 % de sus necesidades alimenticias. El resto lo obtienen atrapando plancton y materia orgánica disuelta del agua.

## Reproducción
Se reproduce  tanto sexual como asexualmente. Liberando al agua tanto huevos como esperma,  para que se fertilicen externamente. Hecho que suele suceder en primavera o verano, días después de la luna llena. Los huevos fertilizados se convierten en larvas plánulas ciliadas, que circulan en la columna de agua, antes de establecerse y convertirse en pólipos. Posteriormente, el pólipo genera un esqueleto, o coralito, y se reproduce asexualmente por gemación, dando origen a la colonia coralina.

## Mantenimiento
Como para todos los corales de "pólipos pequeños", se requiere un acuario maduro, de, al menos, un año en funcionamiento. Mantener los nitratos bajos, <20 ppm, los fosfatos a cero, añadir oligoelementos y realizar cambios de agua semanales del 5% del volumen del acuario.
La iluminación debe ser media o alta, pero nunca colocarle justo debajo de la fuente principal de luz, ya que un exceso de iluminación puede conllevar la retracción del pólipo. La corriente debe ser moderada. Añadir microplancton al acuario una vez por semana.